# Рой Томас
Рой Томас (англ. Roy Thomas; нар. 22 листопада 1940, Міссурі) — американський автор коміксів і кіносценарист. У 1970-ті роки був головним редактором Marvel Comics. Лауреат десятків премій в області коміксів.

## Біографія
Рой народився 22 листопада 1940 року в Міссурі, США. З дитинства був фанатом коміксів, і вже в дорослому віці став автором у перезапусках таких улюблених в дитинстві серій, як Флеш і Фантастична четвірка. У 1965 році Томас намагався влаштуватися на постійну роботу в DC Comics, але в підсумку опинився в Marvel Comics. У цій компанії він працював до 1981 року, дослужившись до головного редактора. Він переніс на ґрунт коміксів модний жанр фентезі, створивши серію коміксів про популярного книжкового героя Конана-варвара і придумавши його спін-оф, «Руду Соню». Він працював і над коміксами про Людей Ікс, і домовився з Джорджем Лукасом про випуск коміксів по Star Wars.
У 1981 році Рой Томас пішов з Marvel, посварившись з одним з керівників Джимом Шутером (на думку Шутера, Томас ставив надто високі умови для подовження контракту). Деякий час він працював у фрілансі, перш ніж влаштуватися в DC Comics, як він колись хотів. Він працював над такими серіями, як Ліга Справедливості та ін. В 1985 році Джим Шутер пішов з Marvel, що дозволило Рою Томасу знову співпрацювати з цією компанією.
Крім створення коміксів, Рой Томас писав сценарії для фільмів і телесеріалів у жанрі фентезі. Серед них — «Вогонь і лід», «Конан-руйнівник», деякі епізоди телесеріалів «Ксена: принцеса-воїн» і «Геркулес: Легендарні подорожі».
У 2015 році в широкий прокат вийшов блокбастер Marvel «Месники: Ера Альтрона». В одній зі сцен, в якій показано видіння Капітана Америка, виступає музична група під назвою «Рой Томас». Так творці фільму віддали належне авторові головного лиходія цієї історії — Альтрону, який вперше з'явився на сторінках коміксу письменника Роя Томаса і художника Джона Бушема «Месники» № 58 в 1968 році.